# Rolls-Royce RB.50 Trent
Rolls-Royce RB.50 Trent — був першим турбогвинтовим двигуном Rolls-Royce.

## Дизайн та розробка
Трент був заснований на винаході сера Френка Віттла. Це був турбореактивний двигун Derwent Mark II з обрізаним робочим колесом (турбіна без змін) і редуктором (розробки A A Rubbra), з'єднаним з п'ятилопатевим гвинтом Rotol. Trent пропрацював 633 години під час випробувань, перш ніж його встановили на реактивний винищувач Gloster Meteor, який здійснив перший політ 20 вересня 1945 року на початку 298-годинної програми льотних випробувань.